# Enki
Enki, akkadsky Ea, řecky Aos. V sumersko-akkadské mytologii „Pán Abzu“, ochránce civilizace a kultury, měl moc nad Me. Někdy též bůh moudrosti a magie.
Kolem tohoto boha panují některé nejasnosti a existuje i výklad, že jde o zápis dvojboha En-Ki, kdy jeden je bohem plodnosti a druhý byl bohem moudrosti, toto by řešilo většinu zásadních problémů spojených s tímto bohem, ale neexistuje žádný důkaz, že tomu tak skutečně bylo.
Tento bůh na shromáždění bohů vystupoval velice moudře a rozvážně, někdy nabádal bohy k umírněnosti. Velice často vystupoval jako zastánce lidí, který se podílel na snižování trestů, které navrhoval Enlil.

## Rodinné poměry
- Otec: An
- Matka: Namma
- Bratr: Enlil
- Sestra: Ninmah (Ninchursag)
  - dvojče: Iškur (Adad)
- Manželka: v Sumeru Ninki, v Akkadu Damgalnunna (Damkina)
- Děti: Není jasný počet, nejznámější jsou:
  - Asarluhi (později ztotožněn s Mardukem)
  - Dumuzi – syn
  - Ninagal – syn
  - Nanše – dcera

## Podoba
Býval zobrazován jako člověk, kterému z ramen vytékají dvě řeky, Eufrat a Tigris. Na hlavě má tiáru s řadou rohů, oblečen je do dlouhého roucha.
V Asýrii a Babylónii byl zobrazován jako rybí muž (Oannes) nebo mořská želva. V Babylónu byl zobrazován i jako jelen, který obskakuje hlínu (ženská pralátka) nad Abzu.

## Symboly
Jeho posvátnými zvířaty byl beran a jelen (dvanácterák). Jeho symbolickým číslem je 40.

## Mýty
- Mýtus o Atrachasísovi – zde poradí Atrachasísovi nejprve jak zažehnat mor a poté jak se zachránit před potopou.
- Enúma eliš[2]
- Enki a Ninmach – zde Enki stvoří člověka, na stvoření se podílela i jeho matka (Enki to vymyslel za účelem, aby bohové nemuseli pracovat), které pomáhalo čtrnáct (sedm a sedm) porodních asistentek (bozi – nejvýznamnější byla právě Ninmach). Na oslavě osvobození od práce se Enki a Ninmach opili a pohádali se o to, kdo bude určovat osudy lidí. Z hlíny nad Abzu vzniklo sedm párů lidí, které na cihlové stoličce ze „svého lůna“ (to je trochu nejasné a neexistuje jednotný výklad) porodily bohyně-matky, nožem odřízli pupeční šňůru a daly (možná vdechly) jim život. Tito lidé trpěli mnoha nemocemi, byli slabí a nedokonalí, proto se muselo stvoření opakovat. Enki však dokázal původní bytosti zařadit do společnosti a nařídil zdravým, aby se o ně starali.
- Enki a Ninchursanga – jeden z nejzajímavějších a nejzáhadnějších eposů na světě. Na počátku je zde popsán ostrov Dilmun (nejspíše ráj), kde se Enki pravidelně postupně miluje se všemi bohyněmi-rodičkami (Ninchursanga, jeho žena, je jednou z nich), dále se zde dopouští incestu se svou dcerou, vnučkou i pravnučkou. V okamžiku, kdy se o totéž pokusí i s prapravnučkou (Uttu), která je před ním varována bohyní Nintu (je záhadou proč to tak vadilo, tedy za předpokladu, že s předchozími to nevadilo). Enki, ale přichází v přestrojení za zahradníka, jejich milování zabrání Enkiho manželka Ninchursanga, Enki tedy vyroní sperma na zem. Z něj pak vyroste osm neznámých rostlin, které Enki sní. Poté onemocní osmi závažnými chorobami. Ninchursanga ho prokleje a odejde (neznámo kam). Protože život na zemi nemůže bez Enkiho existovat (není jasné proč), požádá Enlil chytrou lišku, aby Ninchursangu našla a přivedla, což liška provede. Ta (Ninchursanga) pak porodí (kdo byl otcem se neví) osm božstev, které vyléčí Enkiho nemoci (každé jednu).[3]
- Enki a řád světa – mýtus ze 3. tisíciletí př. n. l., zde je Enki ve funkci organizátora poměrů na zemi a zároveň dárcem blahobytu a jakýmsi managerem bohů.
- Enki a Inanna – rozvíjí předchozí epos